# Dobratsch
Dobratsch (lub Villacher Alpe, słoweń.: Dobrač) – szczyt w Alpach Gailtalskich, w Alpach Wschodnich. Leży w Austrii, w Karyntii. Leży mniej więcej w połowie drogi między Hermagor-Pressegger See, a Villach. Tuż pod szczytem znajduje się przekaźnik RTV (o wysokości 165 m), a także punkt obserwacji meteorologicznych. Imponujące strome, skaliste, południowe zbocza góry są efektem wielkiego osunięcia się południowych stoków, które miało miejsce w 1348 r.